# キルク・キズ

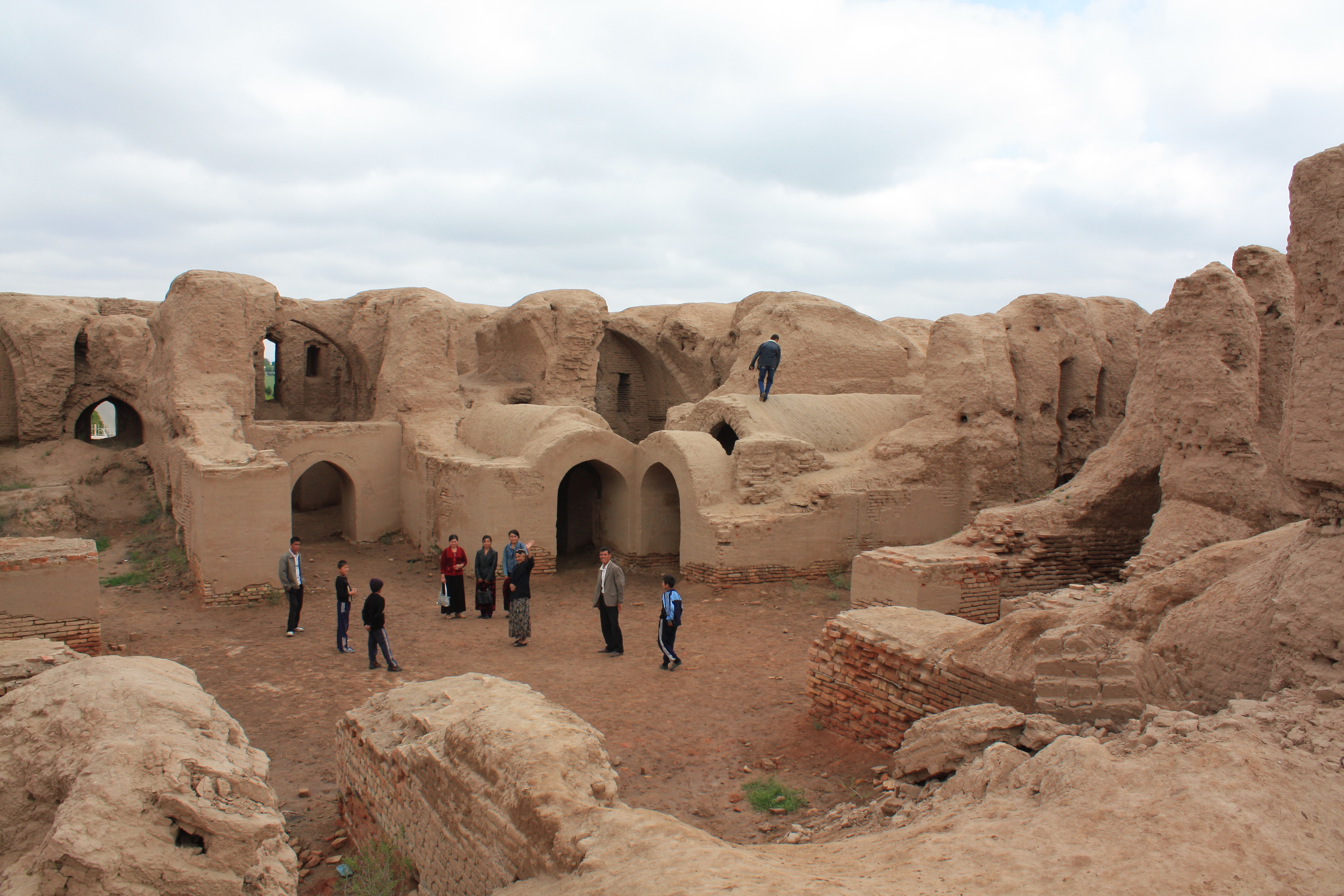
城壁から見た内観

キルク・キズ遺跡（ウズベク語：Qirq-Qiz、ロシア語：Кырк-кыз）は、ウズベキスタンのテルメズ近郊に位置する9世紀の遺跡で、出典によってはKyrk-Kyz、Qyrq-Qyz、Qirq-Qizと表記されることもある。
この歴史的遺構は一般的に要塞、城郭の類といわれているが、研究者はその用途や歴史についていくつかの仮説を立てている。「四十人の娘」を意味するその名前の由来も、いくつかの伝説が挙げられているように、はっきりとしたことはわかっていない。

## 名称にまつわる伝説
キルク・キズの名称は「四十人の娘たち」を意味するが、由来は不明である。
その中の一つに、モンゴルの女戦士40人の話がある。彼女らは剣を振り回し、ガヴァル GavharまたはGulaim（出典による）という美しいアマゾネスに導かれていたという話がある。彼女たちは、他の遊牧民族による襲撃に対して四十日と四十夜、城を守ったという伝承がある。戦いの終盤、重傷を負ったガヴァルは敵のリーダーに一騎打ちで挑んだと伝えられており、その美しさと勇敢さに感銘を受けた敵将は、軍に退却を命じる前に彼女に許しを請うたという。
別の出典では、当時テルメズを治めていたパーディシャーには四十人の娘がいたと伝えられている。スーフィーの賢者の来訪は、この貴族の相談役であるムッラーたちの間でパニックを引き起こした。その賢者は預言者ムハンマドの教えをよりよく知っていたからである。その後、聖職者たちは賢者についての中傷的な噂を広め、パディシャは最終的に賢者を火刑に処した。40人の娘たちが沐浴をしているときに、賢者の灰がアムダリヤ川に注がれ、その後、彼女たち全員が妊娠していることが判明したため、父親の怒りを買い、彼女たちを城塞に閉じ込め、そこで40人の男子を出産したとされている。
別の伝説によると、この名前はキルギスの始祖である40人の母親を指していると言われている。
また、40人の乙女が中央アジアの魂を宿したという伝説もある。

## 歴史・構造

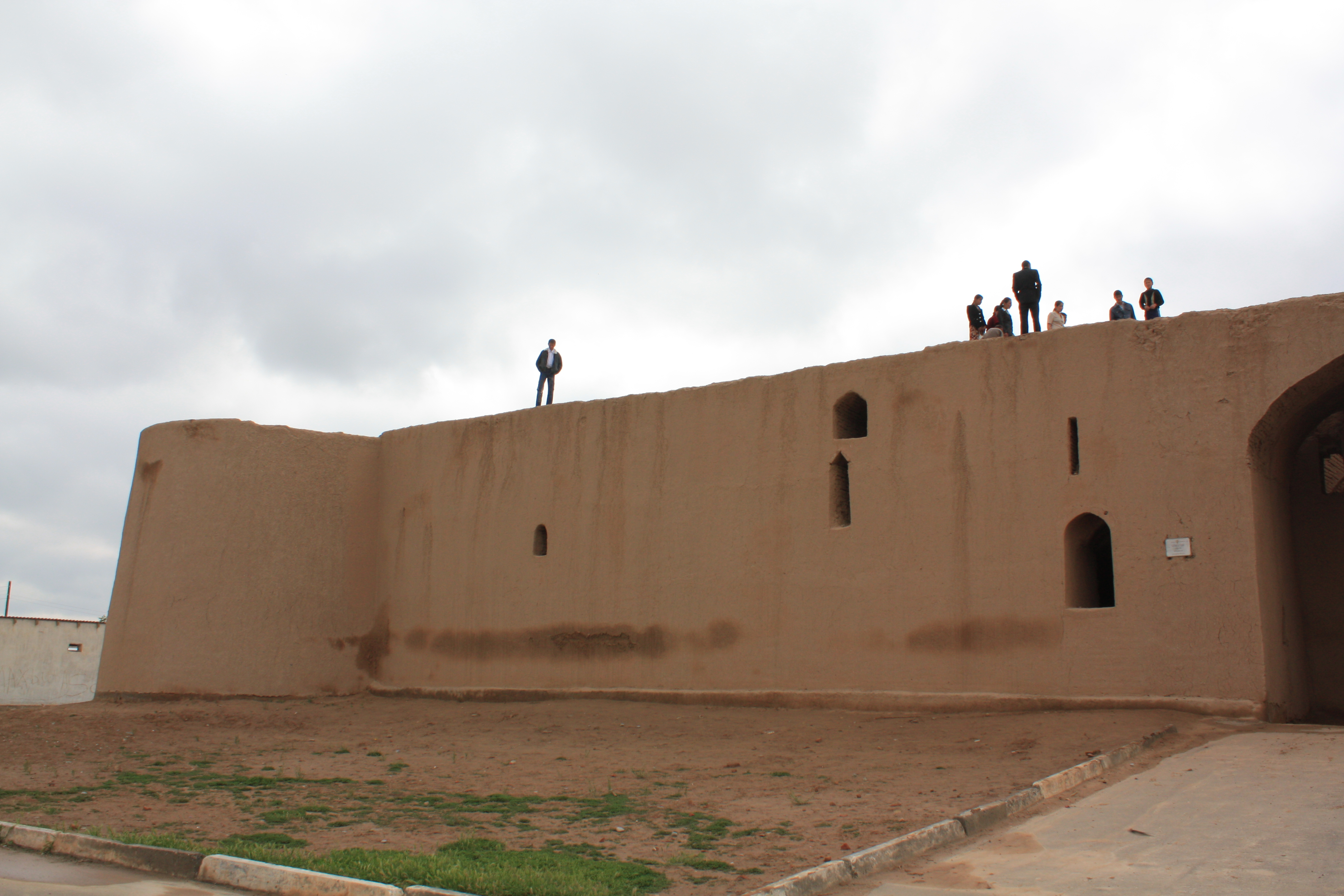
外観

キルク・キズは、主都から3キロ離れたテルメズ地区のナモウナ村付近に位置している。
建設は9世紀に始まった。おそらく、9世紀から10世紀にかけて、サーマーン朝のモンゴル支配者の居城として、あるいは単に首長（エミール）の夏の宮殿として使われていた。テルメズから離れていることで、貴族たちは周辺にある庭園やアリク（中央アジアの水路）を利用することで、人口の密集した都市の息苦しい空気から逃れることができた。その他にも、研究者によって、キルク・キズの使われ方についての仮説が提唱されており、例えば、テッケ、キャラバンサライ、あるいは単なる土木構造物など、その使用について研究者によって色々な仮説が提唱されている。開口部の数と要塞機能の脆弱さは,その主目的が防衛ではなかったことを示唆している。
それはソグド、あるいは前ソグド以降の封建時代の強い特徴である。その建築様式は、プレ・イスラムとイスラムの影響を組み合わせている。粘土と乾燥れんがでできており、すべて黄色がかった粘土で覆われている。長い年月と浸食によって角がすり減っている。城壁は、側面が55メートル（出典によっては54メートル）の正方形で、正門を含む四つの門がある。城壁には窓が穿たれており、隅櫓が四隅を補強している。
内部は50の部屋で構成されており、一部が吹き抜けになっているアーチ式の廊下で結ばれている。全体は、中央で交差する経路により、同じ大きさの4つの部分に分かれている。もともとは中庭を中心とした2階建てであったが、1階部分とその屋根は失われている。中庭も正方形をしており、一辺が11.5メートルある。この中庭の上にドームが過去に存在していたかどうかについては、研究者の間で意見が分かれている。
部屋には寝室と6つのドーム型モスクがある。北側の2つの宿舎は同じ間取りで、5つの部屋が回廊につながっています。南西部はほぼ同じレイアウトで、3本の柱を持つ大きな部屋で、おそらくmikhmankhana、すなわちリビングルームとして使用されていた。
アーチとヴォールトを除けば、内部の装飾はかなり貧弱である。ヴォールトに塗料が残っている。この遺跡を誰が建てたかは不明である。

遺跡内部
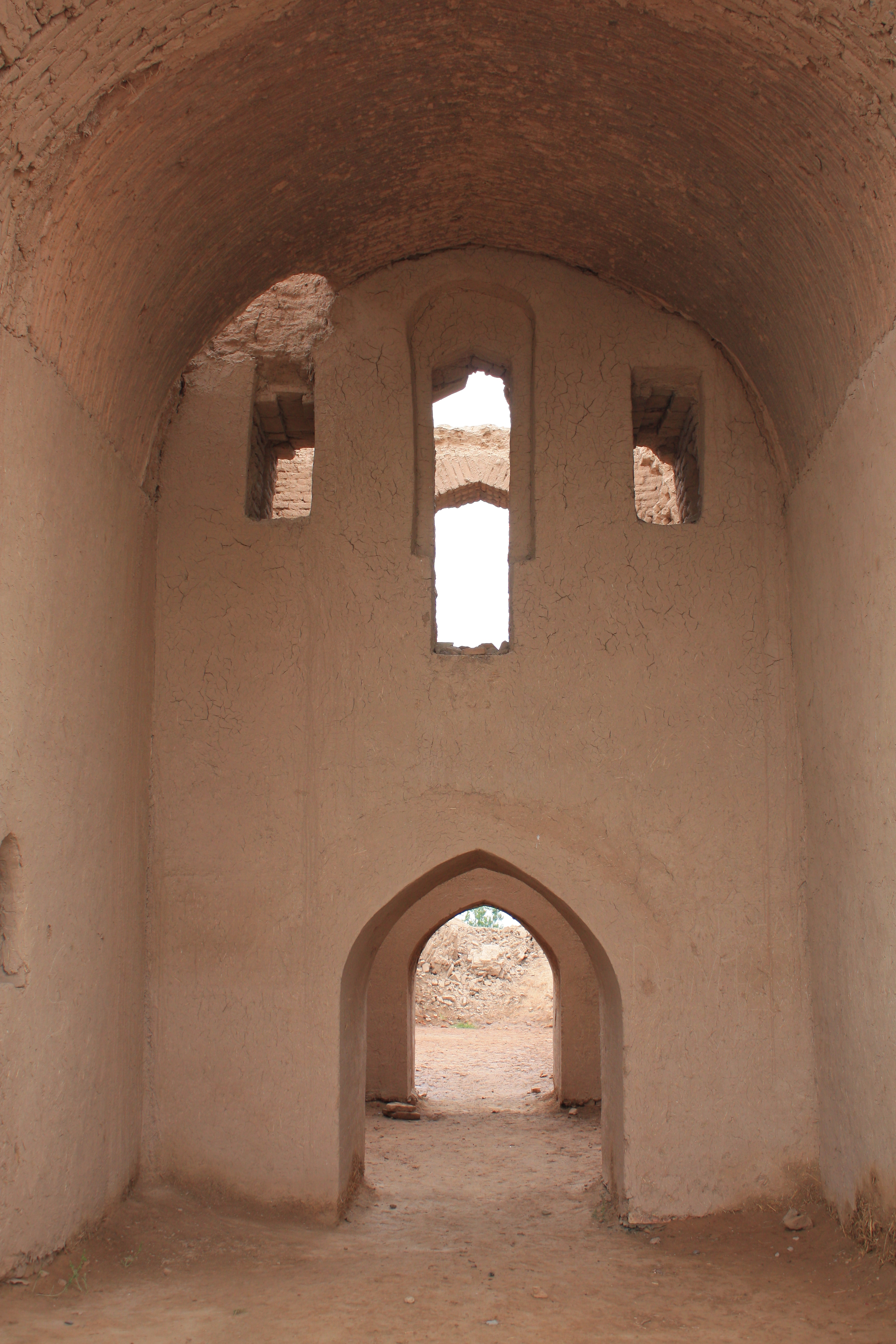
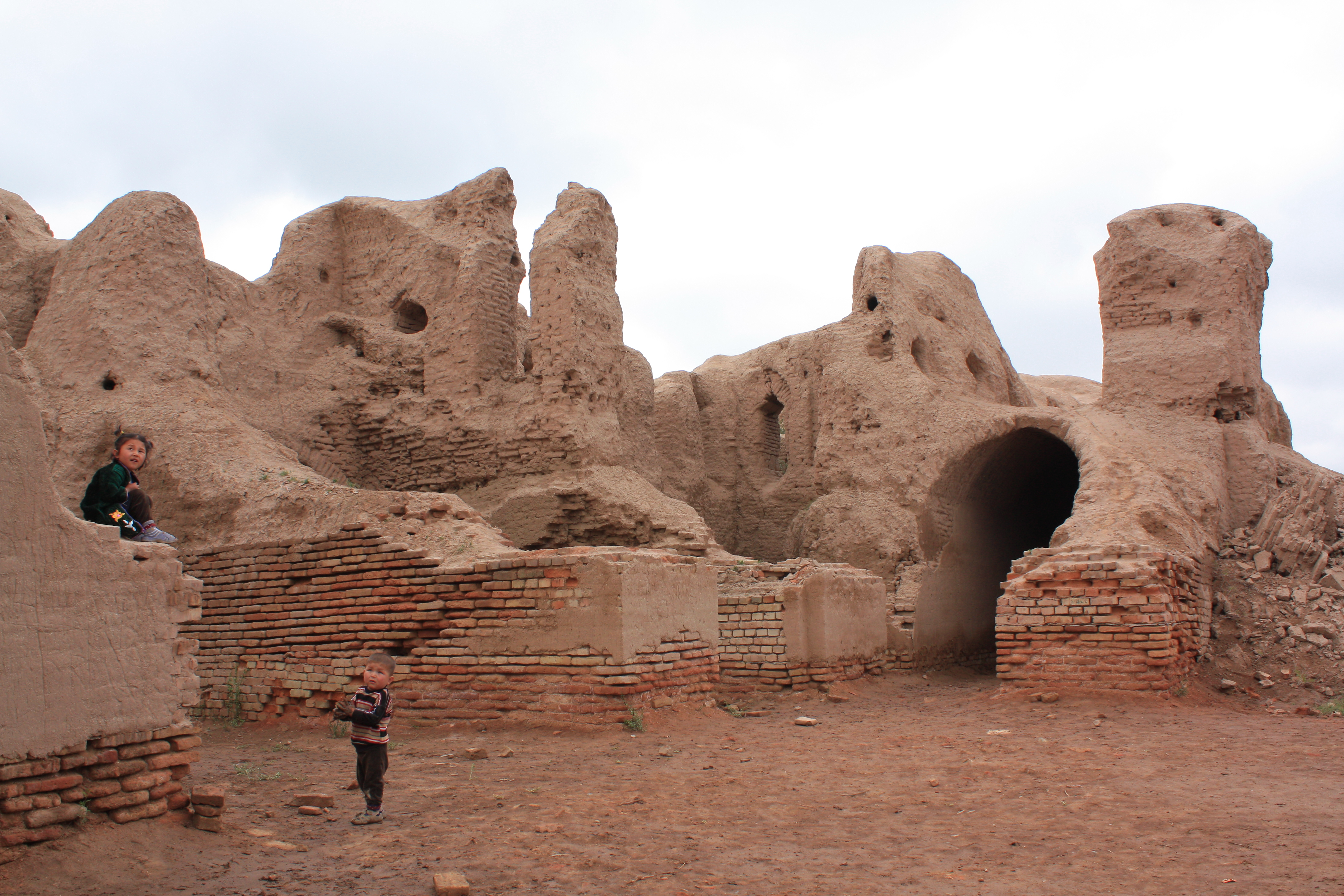
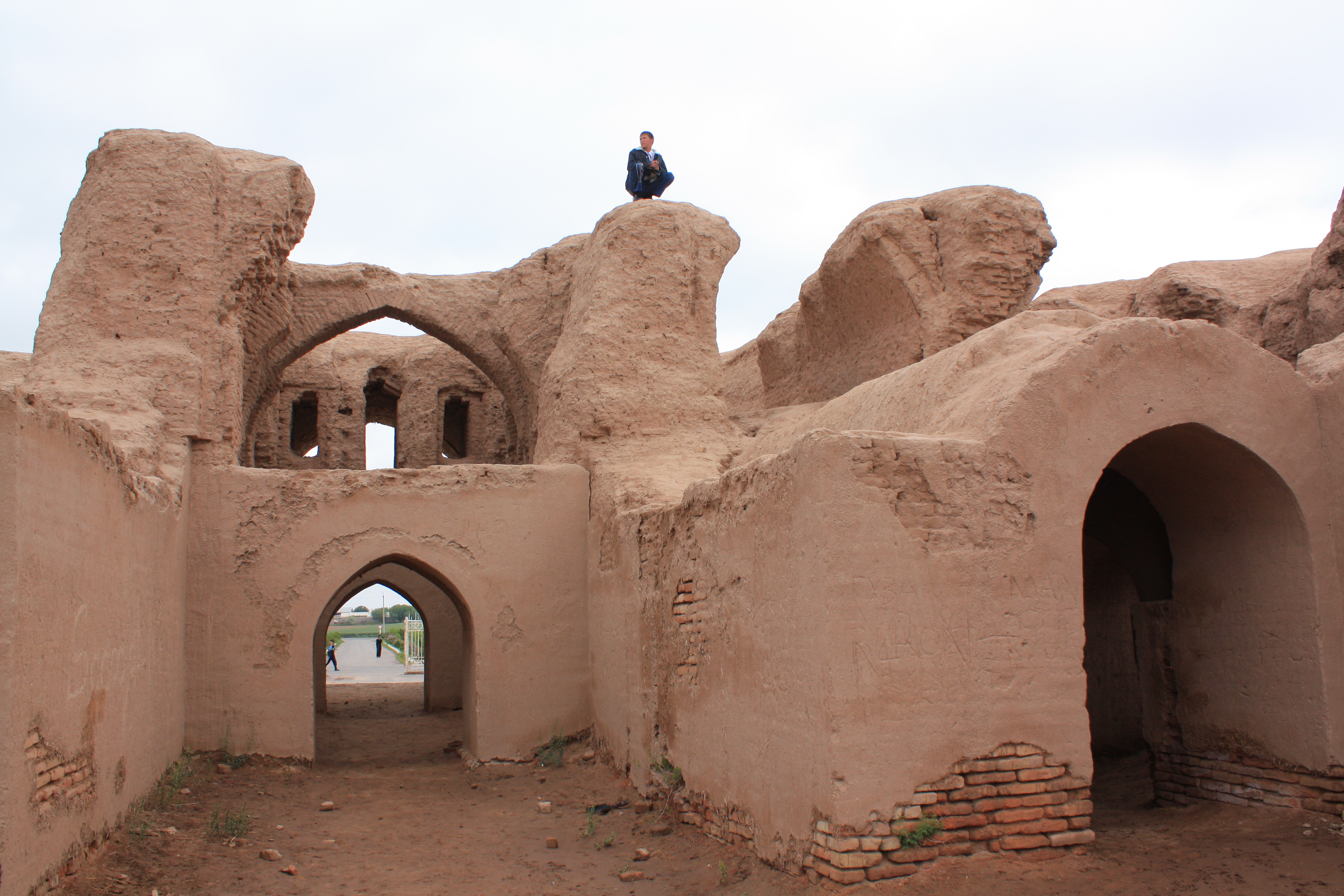
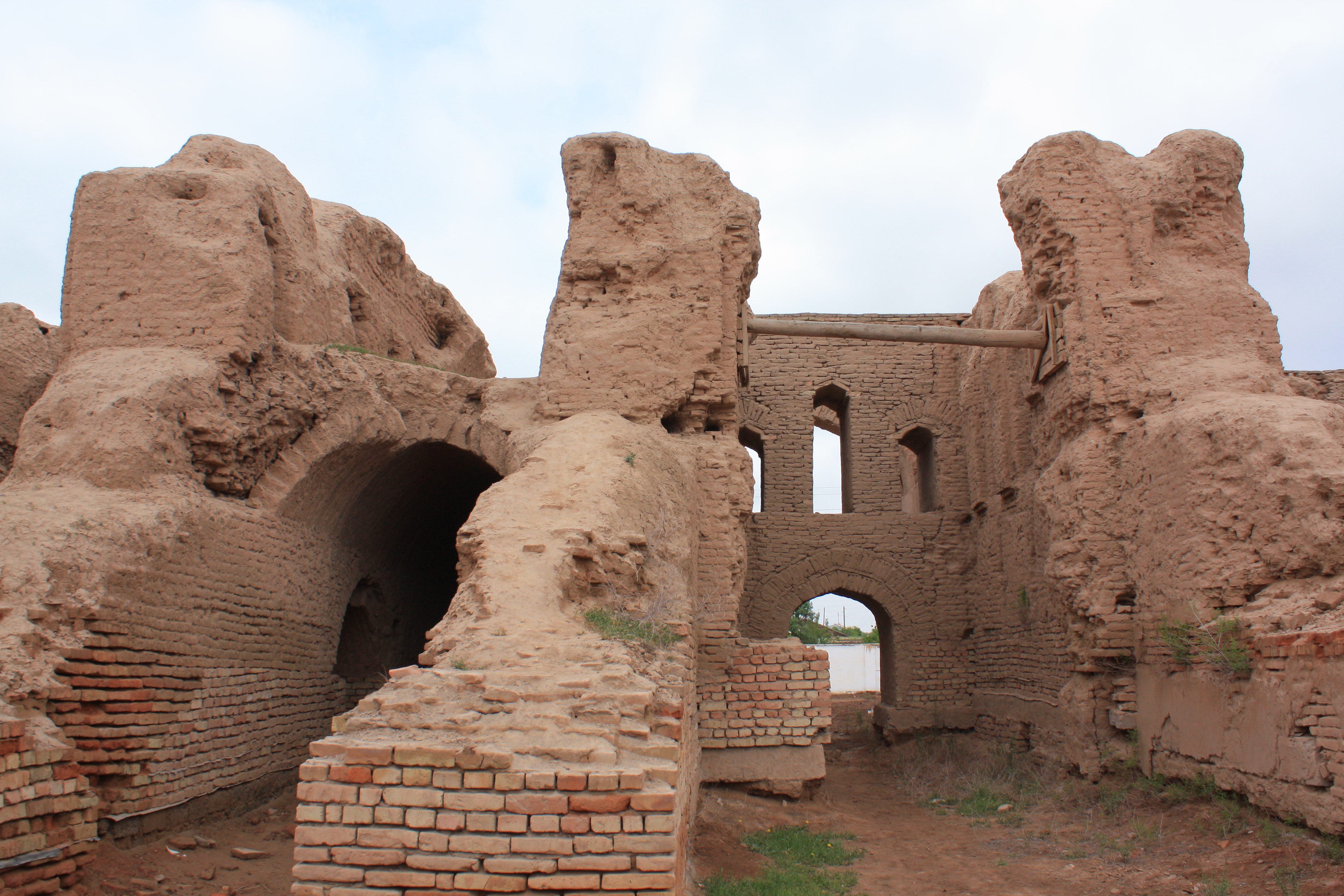
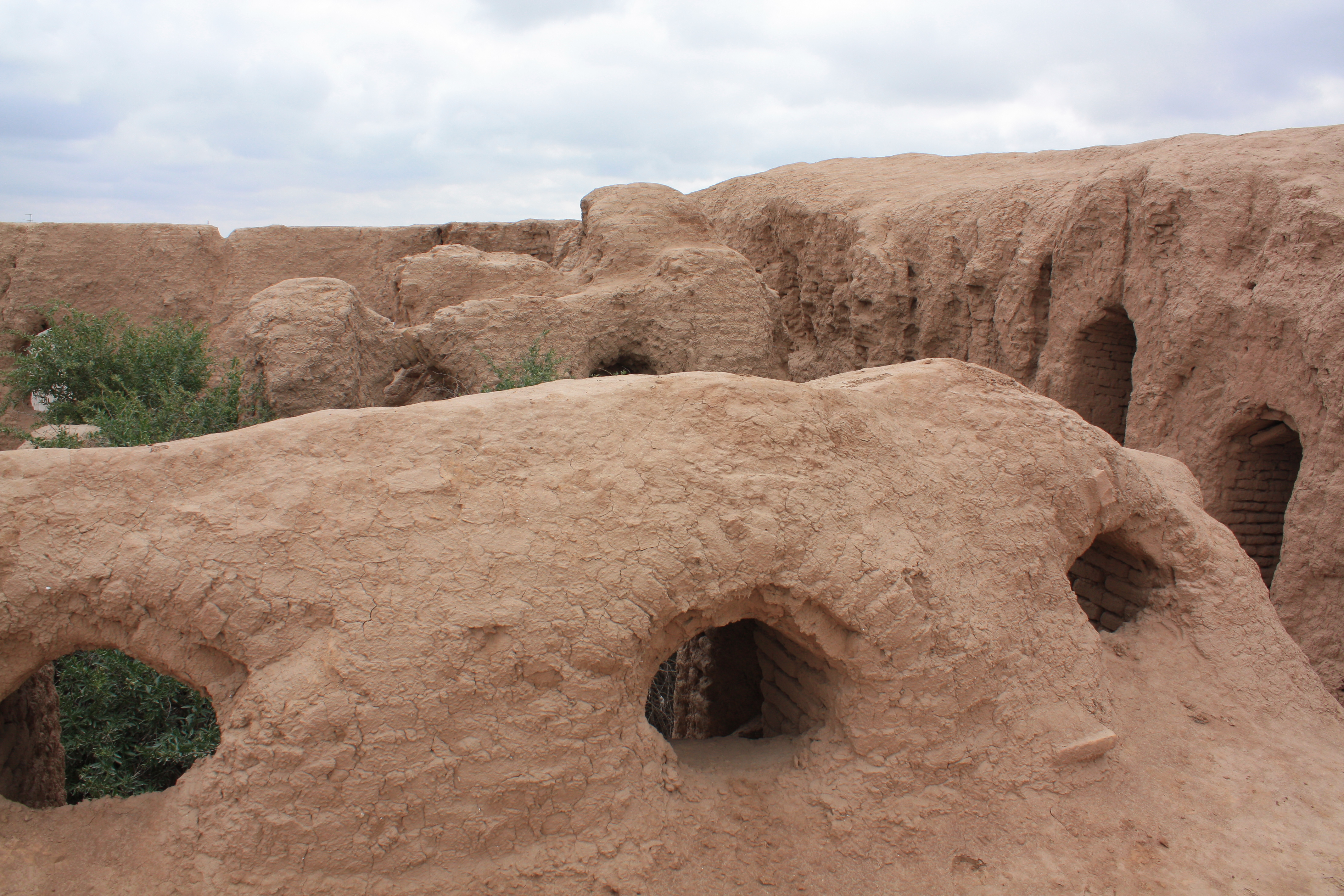
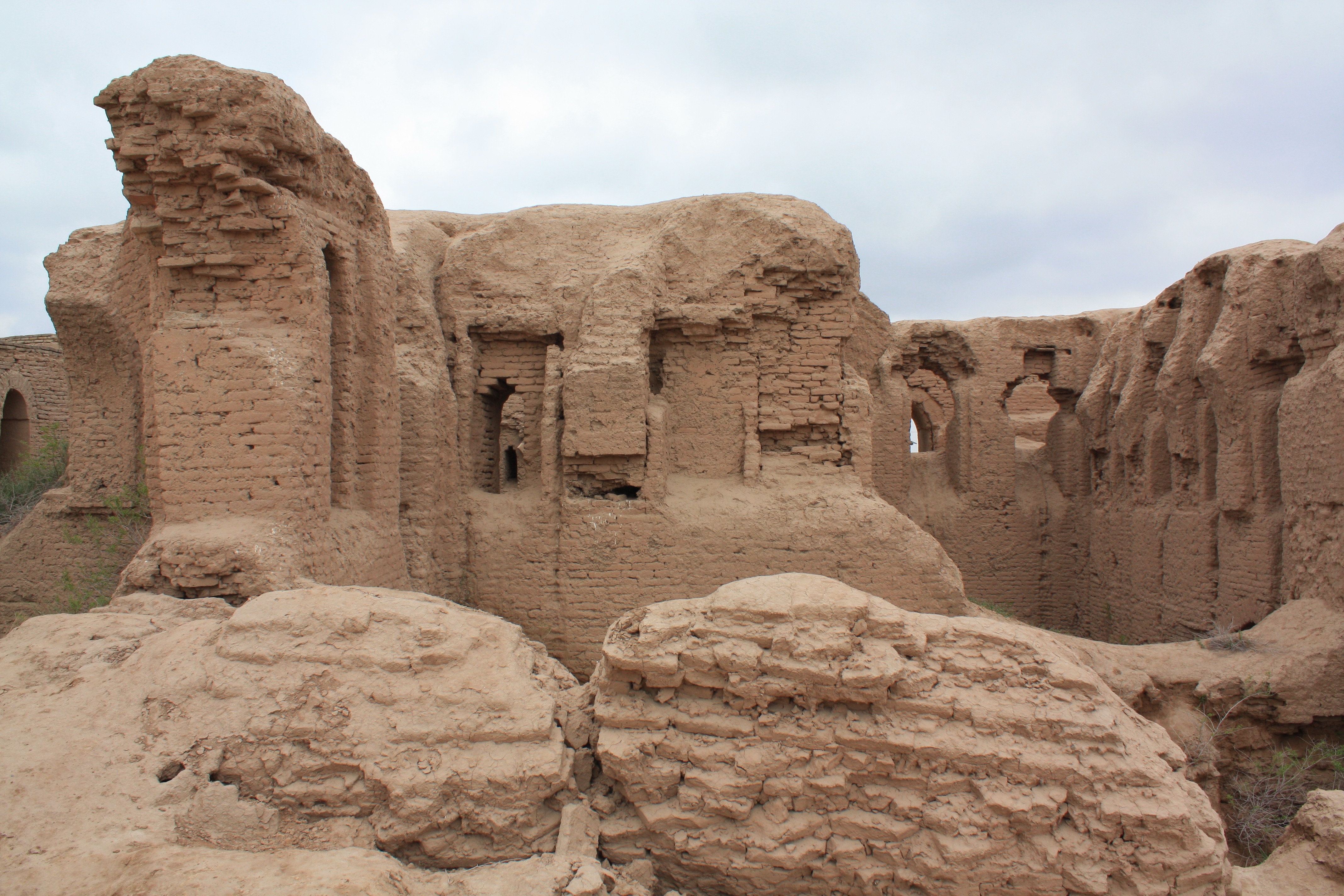
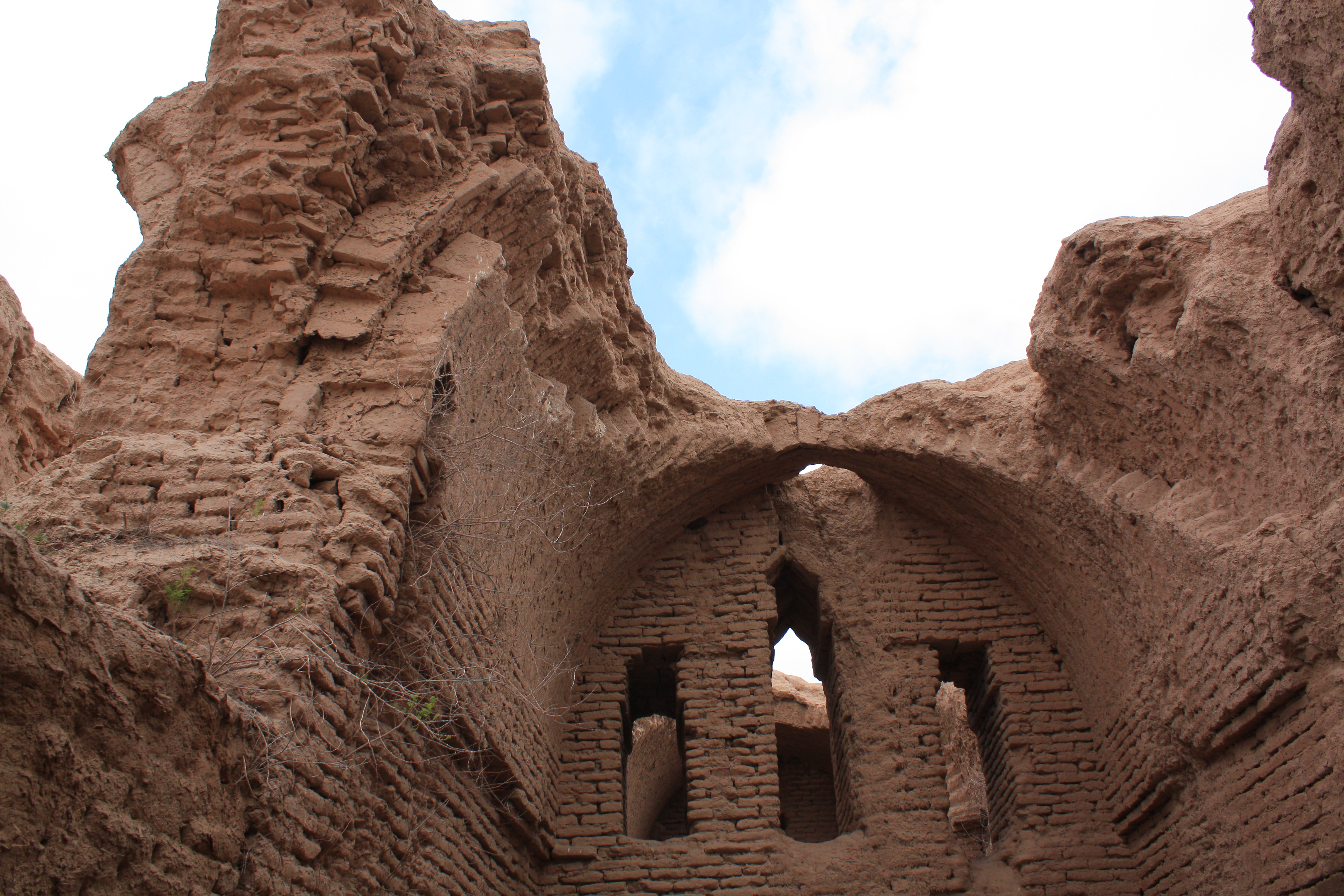